# Henryk Niemiec
Henryk Marian Niemiec (ur. 23 czerwca 1898 w Suchej Górze na Śląsku Cieszyńskim, zm. między 9 a 11 kwietnia 1940 w Katyniu) – major piechoty Wojska Polskiego, ofiara zbrodni katyńskiej.

## Życiorys
Był synem Antoniego i Genowefy z Fajów. Absolwent Akademii Handlowej w Krakowie (1919). Uczestnik I wojny światowej i wojny polsko-bolszewickiej. 21 grudnia 1920 został zatwierdzony w stopniu porucznika z dniem 1 kwietnia 1920 z „grupy byłej Armii gen. Hallera”. W 1923 w stopniu porucznika ze starszeństwem z dniem 1 czerwca 1919 i 1384 lokatą służył w 44 pułku piechoty. Był dowódcą kompanii w 14 baonie Korpusu Ochrony Pogranicza. W 1928 był oficerem 45 pułku piechoty. W 1929 został zakwalifikowany jako kandydat na Kurs Normalny 1930/1932 do Wyższej Szkoły Wojennej. 1 stycznia 1930 został awansowany do stopnia kapitana (starszeństwo z dniem awansu i 12 lokata). 20 lutego 1931 jako oficer 45 pp został przeniesiony służbowo z Kostopola do Równego. Awansował do stopnia majora ze starszeństwem z dniem 19 marca 1937. W marcu 1939 był kierownikiem referatu Wydziału Wyszkolenia Departamentu Piechoty Ministerstwa Spraw Wojskowych.
Podczas kampanii wrześniowej wzięty do niewoli przez Sowietów. 19 września 1939 był przetrzymywany w więzieniu w Kamieńcu Podolskim. Między 25 a 30 września 1939 został przeniesiony do obozu w Putywlu. W listopadzie 1939 został wysłany do Kozielska. Między 7 a 9 kwietnia 1940 przekazany do dyspozycji naczelnika smoleńskiego obwodu NKWD – lista wywózkowa 017/2 poz 13, nr akt 2036 z 05.04.1940. Został zamordowany między 9 a 11 kwietnia 1940 przez NKWD w lesie katyńskim. Zidentyfikowany podczas ekshumacji prowadzonej przez Niemców w 1943, brakuje raportu z czynności z tego dnia. W związku z brakiem raportu nie figuruje liście AM a Komisja Techniczna PCK nadała numer 67. Przy szczątkach Niemca w mundurze znaleziono: książeczkę PKO, oraz na liście PCK dodano dwa adresy z nazwiskiem Irena Niemcowa 6 Sierpnia 58 i Aleja Szucha 16. Znajduje się na liście ofiar opublikowanej w Gońcu Krakowskim nr 89 z 1943. Jego nazwisko zostało podane jako jedno z pierwszych przez prasę okupacyjną obok gen. Bronisława Bohatyrowicza i Mieczysława Smorawińskiego. W Archiwum Robla znajduje: się spis przedmiotów znalezionych przy zwłokach Niemca (pakiet 62); dziennik znaleziony przy szczątkach majora Stanisława Kukli, w którym pod datami 13, 19 oraz 25–30 września 1939 jest wymieniony mjr Niemiec z Departamentu Piechoty (bez podania imienia) (pakiet 27-03, 04, 05); zdjęcie chłopca z podpisem „Bronek Niemiec, Warszawa, czerwiec 1939" które znaleziono podczas ekshumacji w kopercie z pocztą adresowaną do Stanisława Rutkowskiego (pakiet 63-01); karty wizytowe Niemca i jego małżonki wraz z warszawskimi adresami znaleziono przy poruczniku Eugeniuszu Niemunisie (pakiet 75-01, 02).
Był żonaty, miał syna.
5 października 2007 minister obrony narodowej Aleksander Szczygło mianował go pośmiertnie na stopień podpułkownika. Awans został ogłoszony 9 listopada 2007 w Warszawie, w trakcie uroczystości „Katyń Pamiętamy – Uczcijmy Pamięć Bohaterów”.

## Ordery i odznaczenia
- Krzyż Walecznych[5]
- Medal Niepodległości (16 marca 1933)[15]
- Srebrny Krzyż Zasługi (18 marca 1932)[16]
- Krzyż Kampanii Wrześniowej – pośmiertnie 1 stycznia 1986[17]
- Medal 10 Rocznicy Wojny Niepodległościowej (Łotwa)[18]